# Srđan Muškatirović
Srđan Muškatirović, né le 10 avril 1972 en Yougoslavie, est un ancien joueur de tennis professionnel yougoslave, aujourd'hui serbe.

## Carrière
En 1990, il échoue au deuxième tour des qualifications de l'Open d'Australie contre l'Australien Peter Doohan.
En 1991, avec l'équipe de Yougoslavie à Pau, il joue les demi-finales de la Coupe Davis contre la France (futur vainqueur de la Coupe). Il faut noter que la Yougoslavie est en plein démantèlement et que les piliers de l'équipe qui viennent d'emmener le pays en demi pour la troisième fois après 1988 et 1989, Goran Ivanišević et Goran Prpić, sont Croates et on donc quitté cette campagne au profit des seuls joueurs Serbes. Classé 442e mondial avant la rencontre, il perd d'abord contre Guy Forget no 6 (6-2, 6-1, 6-4), puis en double avec Slobodan Živojinović face à la paire Arnaud Boetsch / Guy Forget (6-4, 6-3, 6-2). Il perd un cinquième match sans enjeu face à Fabrice Santoro, no 40 (6-7, 6-3, 7-5).
En 1992, ne pouvant jouer sur son sol dans une Yougoslavie en guerre, il rencontre l'équipe d'Australie sur l'île de Chypre à Nicosie pour le premier tour du groupe mondial. Il perd contre Wally Masur (no 57 mondial) puis Richard Fromberg (no 129) dans un match sans enjeu. En été, il passe les trois tours de qualifications aux Jeux olympiques de Barcelone et perd au premier tour contre le Brésilien Jaime Oncins no 53 mondial (7-63, 4-6, 6-1).
En 1993, il échoue dans les qualifications du tournoi de Nice et du Masters de Monte-Carlo.
En 1996, il joue sa dernière rencontre de Coupe Davis à Novi Sad en Voïvodine contre l'Algérien Abdelhak Hameurlaine qu'il bat en trois sets. En juillet et août, il joue deux matchs en double dans des tournois ATP avec l'Américain Justin Gimelstob grâce à une invitation. Ils échouent au premier à Los Angeles et à l'US Open.
Il a surtout joué sur le circuit Satellite où il a eu plus de succès. Il a notamment terminé à la deuxième place en simple et en double en Bulgarie et remporte le double en Tunisie en 1992. En 1993, il remporte un nouveau double en Egypte. Dans les tournois Challenger, il s'est qualifié à Cherbourg en 1991 et a remporté un match en double à Genève en 1992.

## Parcours dans les tournois duGrand Chelem

### En double
| Année | Open d'Australie | Open d'Australie | Internationaux de France | Internationaux de France | Wimbledon | Wimbledon | US Open                      | US Open                |
| ----- | ---------------- | ---------------- | ------------------------ | ------------------------ | --------- | --------- | ---------------------------- | ---------------------- |
| 1996  | —                | —                | —                        | —                        | —         | —         | 1er tour (1/32) J. Gimelstob | P. Galbraith T. Henman |

N.B. : le nom du ou de la partenaire se trouve sous le résultat ; le nom des ultimes adversaires se trouve à droite.